# Rena Rolska (1966)
Rena Rolska - dziewiąty minialbum nagrany przez Renę Rolską i wydany przez Pronit w 1966 roku. Wszystkie utwory zostały nagrane w Studio Polskich Nagrań w Warszawie.

## Spis utworów
Strona a:
1. Piosenka o niebieskich ptakach (Romuald Żyliński - Jadwiga Dumnicka)
2. Dzieli nas kieliszek wina (Petre Romea - Zbigniew Stawecki)

Strona b:
1. A ja nie pójdę spać (Adam Markiewicz - Larysa Mitzner (pseud. Elżbieta Piotrowska)
2. Czy dziś zobaczę cię (Adam Markiewicz - Jerzy Jurandot)

## Muzycy
- Rena Rolska - śpiew
- Zespół Instrumentalny - akompaniament
- Wiktor Kolankowski - dyrekcja

## Okładka
Album posiadał dedykowaną tylko dla siebie okładkę, na której znalazło się zdjęcie Reny Rolskiej autorstwa Tadeusza Bilińskiego.